# Lago del Quaternario
Il lago del Quaternario, noto anche col nome di Oasi Zarda, è uno specchio d'acqua posizionato nella frazione Settepolesini del comune di Bondeno, in provincia di Ferrara; è il secondo lago più esteso della provincia, dopo il lago delle Nazioni.
Il lago si trova sull'argine destro del Cavo Napoleonico  e si è formato per riempimento di uno scavo ad opera delle acque piovane e delle acque della falda idrica del Cavo Napoleonico stesso. Lo scavo è una ex cava archeologica in cui furono rinvenuti dei fossili del periodo del Quaternario (da cui l'appellativo dato al lago), ora conservati a Ferrara e anche nell'agriturismo che sorge sulle sue sponde; l'edificio è utilizzato per convegni e feste matrimoniali, per esempio, aiutato dalla presenza del lago che rende l'intera area una tranquilla località della bassa ferrarese ed emiliana.